# Gregorio Petrocchini
Gregorio Petrocchini, né en 1535 à Montelparo, dans l'actuelle province de Fermo, dans la région des Marches, alors dans les États pontificaux et mort le 19 mai 1612 à Rome, est un cardinal italien de la fin du XVIe et du début du XVIIe siècle.

## Biographie
Après avoir commencé ses études dans sa ville natale, Gregorio Petrocchini entre très jeune dans l'ordre des Ermites de saint Augustin (O.E.S.A.). Il poursuit des études de philosophie et de théologie à l'université de Bologne (1567) et à l'université de Macerata, où il obtient son doctorat en théologie et où il enseigne à partir de 1578.
Répondant à l'attente générale, le pape Sixte V le nomme supérieur général de son ordre lors du chapitre célébré à Rome en 1587 après la mort du P. Spirito Vicentini.
Nommé par le pape commissaire apostolique en Espagne pour visiter les couvents de son ordre à la fin de 1588, il est créé cardinal à son retour à Rome, lors du consistoire du 20 décembre 1589.
Le 23 mars 1590, le cardinal Petrocchini devient cardinal-prêtre de S. Agostino.
Il participe au premier conclave de 1590, lors duquel Urbain VII est élu pape, puis au second de la même année (élection de Grégoire XIV) et à ceux de 1591 (élection d'Innocent IX), de 1592 (élection de Clément VIII), au premier de 1605 (élection de Léon XI), ainsi qu'au second de la même année (élection de Paul V).
Il est camerlingue du Sacré Collège du 7 janvier 1605 au 8 janvier 1607.
Le 28 mai 1608, il est nommé cardinal-prêtre de S. Maria in Trastevere, puis de S. Lorenzo in Lucina le 24 janvier 1611, avant de devenir cardinal-évêque de Palestrina le 17 août de la même année et est consacré le 2 octobre par Paul V avec comme co-consécrateurs Giovanni Garzia Millini et Michelangelo Tonti.
Le cardinal Petrocchini meurt à Rome le 19 mai 1612 à l'âge de 77 ans.